# 馬歇爾鎮區 (密蘇里州普拉特縣)
馬歇爾鎮區（英語：Marshall Township）是位於美國密蘇里州普拉特縣的一個行政鎮區。

## 地方資料
馬歇爾鎮區的面積為161.37平方千米，當中陸地面積為157.65平方千米，而水域面積為3.72平方千米。根據2020年美國人口普查的數據，當地共有人口759人，而人口密度為每平方千米4.7人。